# Platykaria
Platykaria (Platycarya Siebold & Zucc.) – rodzaj roślin z rodziny orzechowatych (Juglandaceae). Obejmuje w zależności od ujęcia dwa lub trzy gatunki. Występują one we wschodniej Azji od Wietnamu na południu, poprzez środkowe i wschodnie Chiny po Koreę i Japonię na północy. Kwiaty zapylane są przez owady.
Rośliny te uprawiane są jako ozdobne. Z kory i owoców Platycarya strobilacea sporządza się czarny barwnik używany do tekstyliów we wschodniej Azji.

## Morfologia
PokrójDrzewa, czasem rosnące w formie krzewów. Pąki są kulistawe do jajowatych, okryte szerokimi, zachodzącymi na siebie łuskami okrywowymi. Pędy mają pełny rdzeń.
LiścieZrzucane przed zimą i skrętoległe i okazałe. Nieparzysto pierzasto złożone, rzadko pojedyncze, zwykle z 7–15 listkami. Listki na brzegach są drobno piłkowane.
KwiatyDrobne i rozdzielnopłciowe (drzewa są jednopienne), zebrane w męskich i żeńskich kwiatostanach tworzących razem złożony kwiatostan, w którym kłosy męskie (zwykle jest ich od 4 do 12) otaczają centralny kłos żeński, na którego szczycie rozwijają się zwykle też kwiaty męskie. Czasem cały kwiatostan złożony tworzony jest wyłącznie z kłosów zawierających kwiaty męskie. Kwiaty męskie wsparte są tylko całobrzegą przysadką – brak zupełnie okwiatu i podkwiatków (obecnych zwykle u innych przedstawicieli rodziny). Zawierają od 4 do 15 pręcików o nagich pylnikach. Kwiaty żeńskie wyrastają wsparte całobrzegą przysadką, nie zrastającą się z zalążnią, oraz dwoma podkwiatkami. Okwiat tworzą dwie działki kielicha przyległe do podkwiatków. Szyjki słupka brak, znamię jest krótkie, dwudzielne.
OwoceTworzą się na krótkich (nie wydłużających się), prosto wzniesionych osiach kłosa. Niewielkie, spłaszczone i opatrzone w dwa skrzydełka orzeszki wsparte są trwałymi, sztywnymi przysadkami, nadającymi całemu owocostanowi wygląd przypominający szyszkę.

## Systematyka
Pozycja systematyczna
Rodzaj z rodziny orzechowate z rzędu bukowców. W obrębie rodziny należy do podrodziny Juglandoideae.
Wykaz gatunków
- Platycarya longzhouensis S.Ye Liang & G.J.Liang
- Platycarya strobilacea Siebold & Zucc.